# Quella volta a Londra
Quella volta a Londra (What Happens in London) è un romanzo della scrittrice americana Julia Quinn pubblicato nel 2009. Il romanzo appartiene alla saga nota come Bevelstoke.

## Trama
Olivia Bevelstoke è una giovane donna dell’alta società londinese, intelligente e curiosa, anche se talvolta incline ai pettegolezzi. Quando sente dire che il suo nuovo vicino, Sir Harry Valentine, potrebbe aver ucciso la sua fidanzata, non ci crede affatto, ma non può fare a meno di osservarlo dalla finestra della sua camera, ben nascosta dietro le tende, solo per esserne sicura.
Ciò che la donna scopre però, è un uomo decisamente intrigante, che sembra nascondere qualcosa. Sir Harry Valentine lavora per un ramo apparentemente noioso dell’Ufficio di Guerra, traducendo documenti di fondamentale importanza per la sicurezza nazionale. Non è una spia, ma ha ricevuto un addestramento militare e, quando si accorge che la sua bellissima vicina lo sta osservando con insistenza, diventa subito sospettoso. Inizialmente la considera solo una debuttante impicciona, ma quando scopre che potrebbe essere coinvolta con un principe straniero dai possibili intenti sovversivi, si ritrova a doverla sorvegliare per ordine del governo. Ciò che inizia come un gioco di diffidenza reciproca presto si trasforma in qualcosa di inaspettato: tra schermaglie, situazioni imbarazzanti e un’ironia irresistibile, Harry e Olivia si rendono conto che dietro le rispettive diffidenze si cela un’attrazione difficile da ignorare.

## Edizioni
Julia Quinn, Quella volta a Londra. Bevelstoke, Mondadori, 2009, ISBN 9788835728122.